# Pukkisaari (ö i Mellersta Finland, Joutsa)
Pukkisaari är en ö i Finland. Den ligger i sjön Tammijärvi och Hauha och i kommunen Luhango i den ekonomiska regionen  Joutsa ekonomiska region  och landskapet Mellersta Finland, i den södra delen av landet, 190 km norr om huvudstaden Helsingfors. Öns area är 0,6 hektar och dess största längd är 140 meter i nord-sydlig riktning.